# Campionati europei di atletica leggera indoor 2017 - Salto in alto maschile

## Podio
| Pos.    | Atleta             | Nazionalità   |
| ------- | ------------------ | ------------- |
| Oro     | Sylwester Bednarek | Polonia       |
| Argento | Robbie Grabarz     | Gran Bretagna |
| Bronzo  | Pavel Seliverstau  | Bielorussia   |

## Record
| Record                | Record             | Record | Record                  | Record           |
| --------------------- | ------------------ | ------ | ----------------------- | ---------------- |
| Record del mondo      | Javier Sotomayor   | 2.43   | Budapest, Ungheria      | 4 marzo 1989     |
| Record europeo        | Carlo Thränhardt\| | 2.42   | Berlino, Germania Ovest | 26 febbraio 1988 |
| Record dei campionati | Stefan Holm        | 2.40   | Madrid, Spagna          | 6 marzo 2005     |

## Programma
| Data         | Ora   | Turno          |
| ------------ | ----- | -------------- |
| 4 marzo 2017 | 11:20 | Qualificazioni |
| 5 marzo 2017 | 16:30 | Finale         |

## Risultati

### Qualificazioni
Si sono qualificati direttamente gli atleti che hanno saltato almeno 1.93m oppure si sono qualificati tra i primi otto.
| Posizione | Atleta                | Nazione       | 2.10 | 2.16 | 2.21 | 2.25 | 2.28 | Risultato | Note |
| --------- | --------------------- | ------------- | ---- | ---- | ---- | ---- | ---- | --------- | ---- |
| 1         | Silvano Chesani       | Italia        | o    | o    | o    | o    | o    | 2.28      | Q    |
| 1         | Tihomir Ivanov        | Bulgaria      | –    | o    | o    | o    | o    | 2.28      | Q    |
| 3         | Pavel Seliverstau     | Bielorussia   | –    | o    | o    | xo   | o    | 2.28      | Q    |
| 4         | Sylwester Bednarek    | Polonia       | –    | o    | o    | xxo  | o    | 2.28      | Q    |
| 5         | Matúš Bubeník         | Slovacchia    | o    | o    | o    | o    | xo   | 2.28      | Q    |
| 6         | Mateusz Przybylko     | Germania      | o    | o    | o    | xo   | xo   | 2.28      | Q    |
| 7         | Robert Grabarz        | Gran Bretagna | –    | –    | o    | o    | xxx  | 2.25      | q    |
| 7         | Allan Smith           | Gran Bretagna | –    | o    | o    | o    | xxx  | 2.25      | q    |
| 9         | Vasilios Constantinou | Cipro         | –    | o    | xo   | o    | xxx  | 2.25      |      |
| 10        | Chris Kandu           | Gran Bretagna | o    | o    | xxo  | xxo  | xxx  | 2.25      |      |
| 11        | Lukáš Beer            | Slovacchia    | o    | o    | o    | xxx  |      | 2.21      |      |
| 11        | Martin Heindl         | Rep. Ceca     | –    | o    | o    | xxx  |      | 2.21      |      |
| 13        | Christian Falocchi    | Italia        | xo   | xxo  | xo   | xxx  |      | 2.21      |      |
| 14        | Oleksandr Barannikov  | Ucraina       | o    | xo   | xxo  | xx–  | x    | 2.21      |      |
| 15        | Raivydas Stanys       | Lituania      | xo   | o    | xxx  |      |      | 2.16      |      |
| 16        | Jānis Vanags          | Lettonia      | o    | xxx  |      |      |      | 2.10      |      |
| 17        | Péter Bakosi          | Ungheria      | xo   | xxx  |      |      |      | 2.10      |      |
| 17        | Fabian Delryd         | Svezia        | xo   | xxx  |      |      |      | 2.10      |      |
| –         | Miguel Ángel Sancho   | Spagna        | xxx  |      |      |      |      | NM        |      |

### Finale
La finale è iniziata alle 16:30 di domenica 5 marzo
.
| Posizione | Atleta             | Nazione       | 2.18 | 2.23 | 2.27 | 2.30 | 2.32 | 2.34 | 2.35 | Risultato | Note                                     |
| --------- | ------------------ | ------------- | ---- | ---- | ---- | ---- | ---- | ---- | ---- | --------- | ---------------------------------------- |
| 1         | Sylwester Bednarek | Polonia       | o    | o    | xxo  | xo   | o    | xx-  | x    | 2.32      |                                          |
| 2         | Robbie Grabarz     | Gran Bretagna | –    | o    | o    | o    | x-   | xx   |      | 2.30      | Miglior prestazione personale stagionale |
| 3         | Pavel Seliverstau  | Bielorussia   | –    | o    | o    | xxx  |      |      |      | 2.27      |                                          |
| 4         | Tihomir Ivanov     | Bulgaria      | xo   | o    | o    | xxx  |      |      |      | 2.27      |                                          |
| 5         | Matúš Bubeník      | Slovacchia    | o    | o    | xo   | xxx  |      |      |      | 2.27      |                                          |
| 6         | Silvano Chesani    | Italia        | o    | xo   | xo   | xxx  |      |      |      | 2.27      |                                          |
| 7         | Mateusz Przybylko  | Germania      | o    | xo   | xxo  | xxx  |      |      |      | 2.27      |                                          |
| 8         | Allan Smith        | Gran Bretagna | o    | xxx  |      |      |      |      |      | 2.18      |                                          |